# Карнкув (Нижньосілезьке воєводство)
Карнкув (пол. Karnków) — село в Польщі, у гміні Пшеворно Стшелінського повіту Нижньосілезького воєводства.
Населення — 340 осіб (2011).
У 1975-1998 роках село належало до Валбжиського воєводства.

## Демографія
Демографічна структура станом на 31 березня 2011 року:
|          | Загалом | Допрацездатний вік | Працездатний вік | Постпрацездатний вік |
| -------- | ------- | ------------------ | ---------------- | -------------------- |
| Чоловіки | 174     | 33                 | 111              | 30                   |
| Жінки    | 166     | 29                 | 88               | 49                   |
| Разом    | 340     | 62                 | 199              | 79                   |